# David Kemp (físico)
David Thomas Kemp, nascido em 24 de fevereiro de 1945, é um físico britânico e professor emérito no University College London Ear Institute, em Londres.
Ele concluiu a graduação em Ciências em 1966, obteve o título de Associateship of King's College de Londres e posteriormente concluiu o doutorado em 1970 também pelo King's College de Londres. Em julho de 1978, enquanto trabalhava no Royal National Throat, Nose and Ear Hospital, descobriu o fenômeno das emissões otoacústicas.
A análise das emissões otoacústicas, por exemplo, demonstra ausência de resposta em pessoas com perda auditiva causada por comprometimento das células ciliadas externas. Esse método é destacado por não exigir cooperação ativa do paciente, tornando-se uma ferramenta objetiva para a avaliação da audição. As emissões otoacústicas são amplamente utilizadas em programas de triagem auditiva neonatal, conhecido no Brasil como teste da orelhinha.
Posteriormente, fundou a empresa Otodynamics, especializada na fabricação de equipamentos de diagnóstico audiológico.
Foi eleito membro da Royal Society em 2004. Ele recebeu o Queen's Award for Technical Achievement em 1993 e 1998 e também o prêmio Georg von Bekesy Silver Award da Acoustical Society of America em 2017 por suas descobertas.